# 2 Armia (II RP)
2 Armia (2 A) – związek operacyjny Wojska Polskiego, utworzony w trakcie wojny polsko-bolszewickiej rozkazem Wodza Naczelnego generała Józefa Piłsudskiego z 7 marca 1920. W czasie swojego istnienia, podobnie jak 3 Armia była trzykrotnie formowana i rozformowana, mimo to zlikwidowano ją jako ostatnią z armii wojny 1919–1921 (15 września 1922).

## Historia
7 marca 1920 został wydany rozkaz o likwidacji dowództw frontów. Józef Piłsudski nakazał, aby z dniem 1 kwietnia 1920 wszystkie dowództwa frontu zostały skasowane, a w oparciu o ich dowództwa powstały dowództwa armii. Na mocy tego rozkazu dotychczasowe dowództwo Frontu Wołyńskiego zostało przekształcone w dowództwo 2 Armii pozostającej pod dowództwem gen. ppor. Listowskiego. W związku z przygotowaniami do operacji kijowskiej wymieniono kilka jednostek z 3 Armią, którą miała osłaniać od południa.
25 kwietnia ruszyła polska ofensywa. 2 Armia uderzyła z Lubaru na Berdyczów. Spychając 44 DS i I BG, we współpracy z DJ zdobyła miasto 27 kwietnia. Dzień później, tracąc kontakt z rozbitą 44 DS, przeszła w rejon Skwiry. Znalazła się przed 150 km luką w wojskach wroga, lecz miała za mało wojsk aby wyjść na tyły bolszewickie. Na początku maja, w trakcie kilkudniowej przerwy w działaniach wojennych 2 A przegrupowywała siły do kolejnych walk. Jednak rozkazem z 25 maja formacja gen. Listowskiego została rozwiązana.

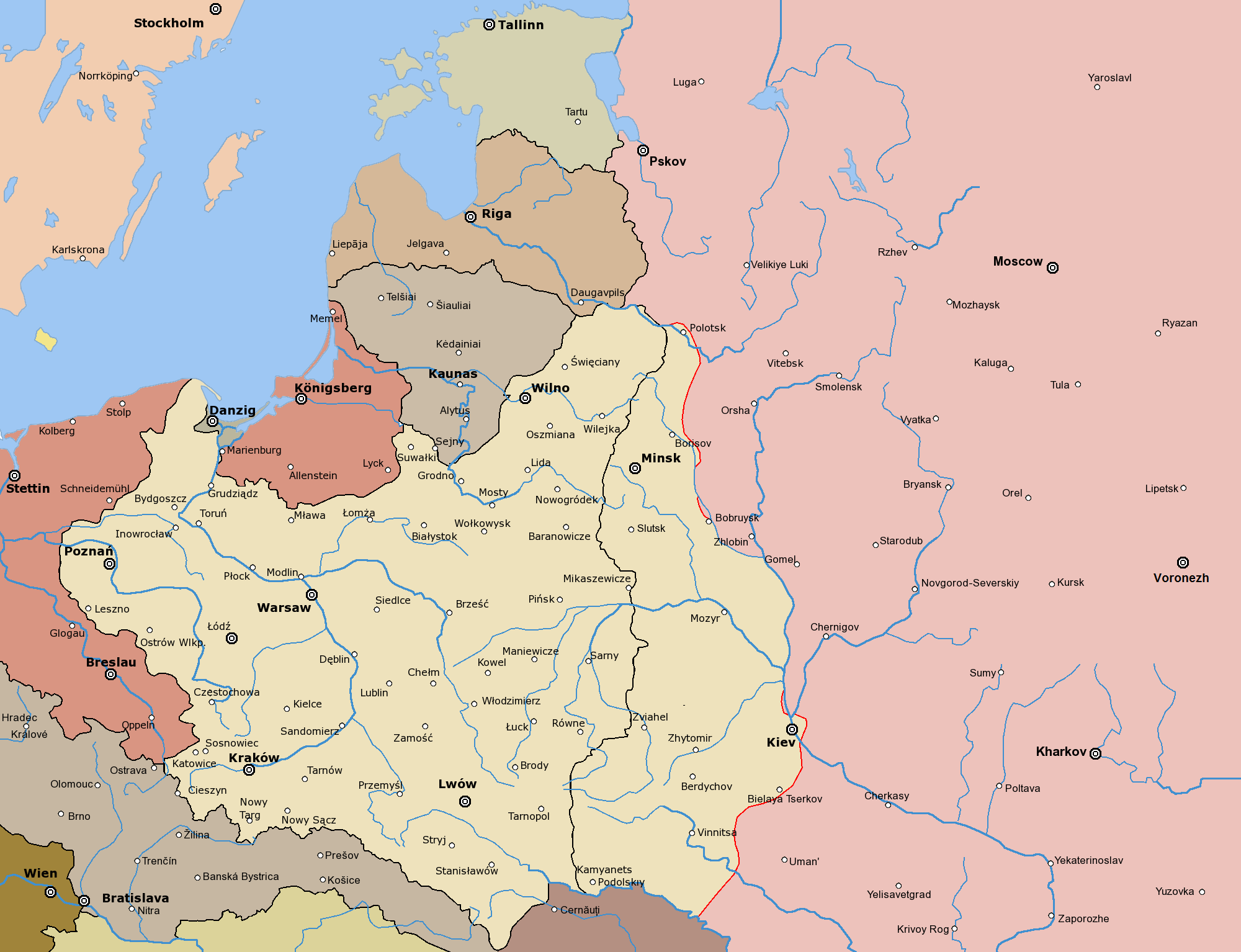
Front polsko-bolszewicki w czerwcu 1920

W związku z niekorzystną sytuacją na froncie dowództwo polskie zdecydowało o reaktywacji 2. armii. Została ona skoncentrowana w rejonie Nowogrodu Wołyńskiego. 19 czerwca została tam zaatakowana przez 1 Armię Konną Budionnego, która podczas kilkudniowych walk doznała dużych strat i wycofała się do Żytomierza. Napór 12. armii zmusił gen. Kazimierza Raszewskiego do wycofania się na linię Nowogród Wołyński-Emilczyn, utraconą do 25 czerwca. W wyniku tego pozycje 2 Armii były cofnięte w stosunku do innych i powstały luki, przez które nieprzyjaciel mógł wedrzeć się na tyły.
Nowy dowódca Frontu, gen. Śmigły-Rydz, postanowił wykorzystać umiejscowienie wojsk w celu uderzenia z północy (1 DP), zachodu (2 A) i południa (18 DP) na Konarmię i jej zniszczenia. 1 lipca 2 A wykonała zwrot zaczepny, zakończony odwrotem nad Horyń i zagrożeniem dla twierdzy Równe. Po utracie Ostrogu 3 lipca oraz Równego 4 lipca jej jedyną drogą odwrotu były bagna i bezdroża nad dolnym Horyniem. Rozproszenie sił Konarmii pozwoliło 2 A na odbicie miasta 8 lipca i uzyskanie wolnej drogi do wycofania się na Łuck.
W tym czasie rozpoczęła przygotowania do tzw. bitwy pod Brodami. Użyto obu posiadanych przez wojska polskie dywizji jazdy do uderzenia na Brody i Radziwiłłów. W trakcie walk spotkaniowych zdobyły drugi cel i odbiły Horochów, co było wstępem do prawdziwej bitwy, w której udziały miały też wziąć udział 18 DP z 6 A i 1 DP z 3 A, które utraciły łączność ze swoimi dowódcami.

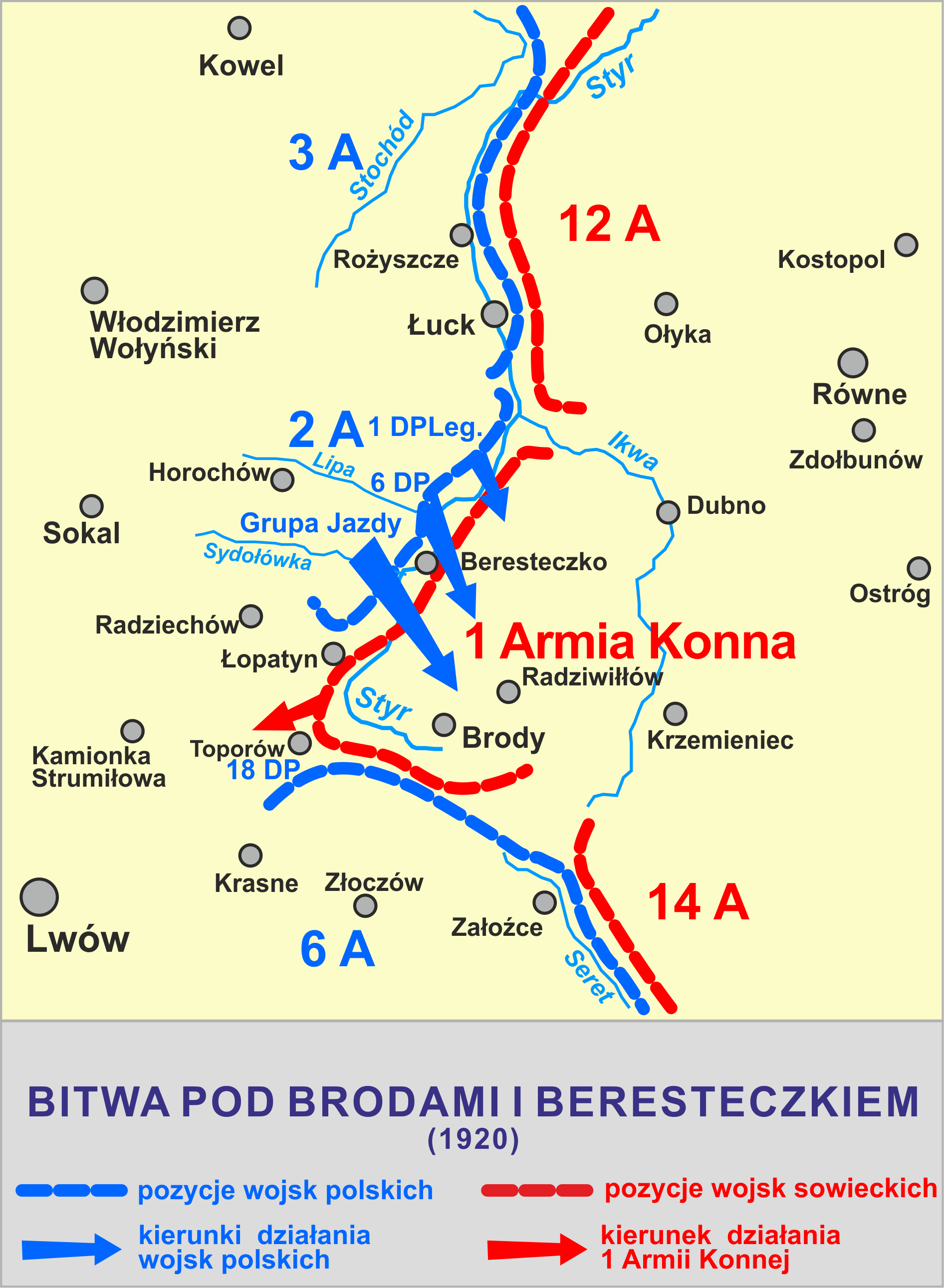
29 lipca – 3 sierpnia 1920

Przeprawa części sił 2 Armii (1 DJ, 1 i 6 DP), z powodu braku komunikacji zakończyła się klęską wojsk polskich. Utrzymały jednak przyczółek i zadały straty przeciwnikowi. 18 DP toczyła tylko boje spotkaniowe z niewielkimi jeszcze siłami Konarmii, która 30 lipca otrzymała rozkaz zdobycia Lwowa i zniszczenia 2. armii. Dowództwo polskie postanowiło temu przeciwdziałać, ale zarówno próba likwidacji wyłomu kawalerii Budionnego na zachód od Styru, jak i zdobycia Brodów nie powiodły się. 31 lipca dochodziło jedynie do działań lokalnych. 1 sierpnia toczyły się zażarte walki na całej linii, a zwłaszcza na odcinku 18 DP, której XXXVI BP została okrążona w Toporowie oraz 1 DP, kierującą się na Brody, współdziałając z grupą jazdy atakującą Radziwiłłów. Skłoniło to Jegorowa do wzmocnienia sił Armii Konnej, czego nie udało mu się dokonać z powodu skutecznego wiązania jego sił przez 6 Armię. 2 sierpnia rozpoczęło się decydujące natarcie 2 Armii na Brody, wspomagane przez kawalerię oskrzydlającą konnicę radziecką w rejonie tego miasta. Toczyły się zażarte boje, w wyniku których rozbita i osłabiona Konarmia wycofała się, a samo miasto zdobyto 3 sierpnia. Tego samego dnia polskie jednostki otrzymały rozkaz gwałtownego uderzenia na wroga i szybkiego wycofania się w celu użycia ich w bitwie warszawskiej.
Zadanie zreorganizowanej 2. armii, wchodzącej w skład Frontu Północnego, polegała na obronie środkowej Wisły od Warszawy po Dęblin. Nie napotkała tam żadnych większych oddziałów wroga i w związku z kontruderzeniem znad Wieprza 16 września niepotrzebną już armię rozwiązano, a oddziały przekazano do dowództwa Frontu Środkowego.

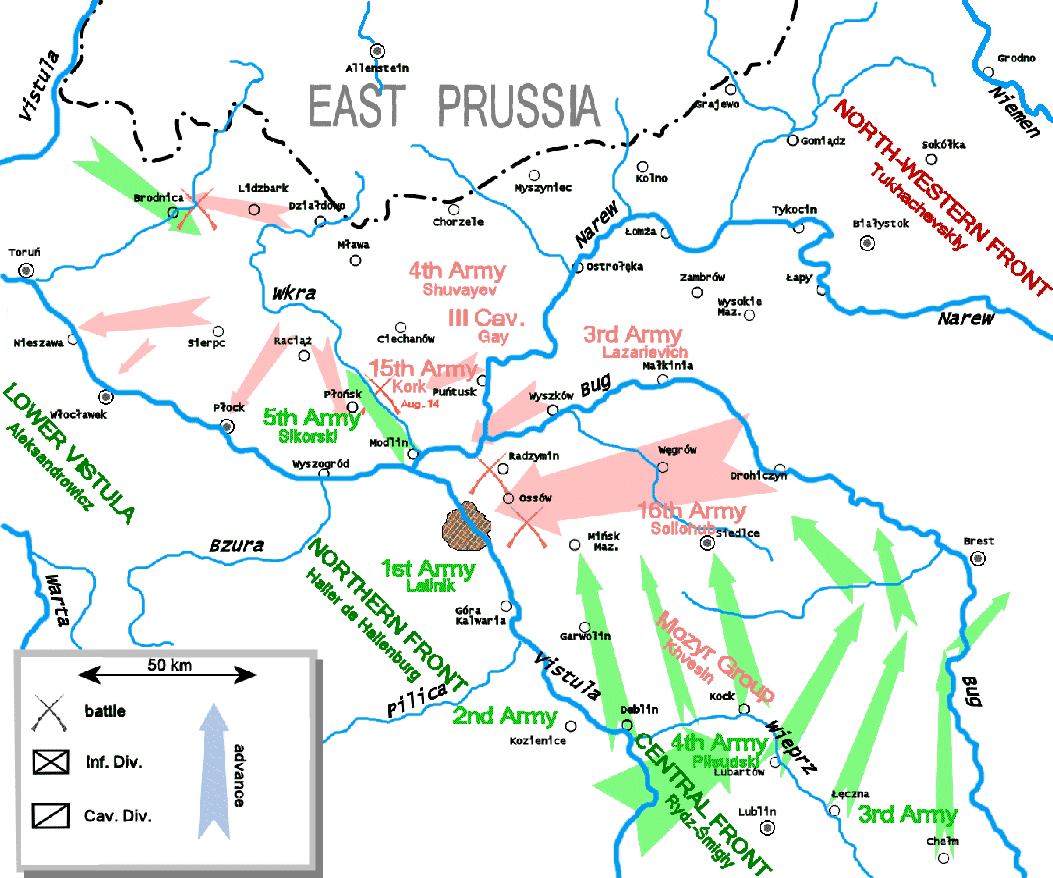
Bitwa Warszawska

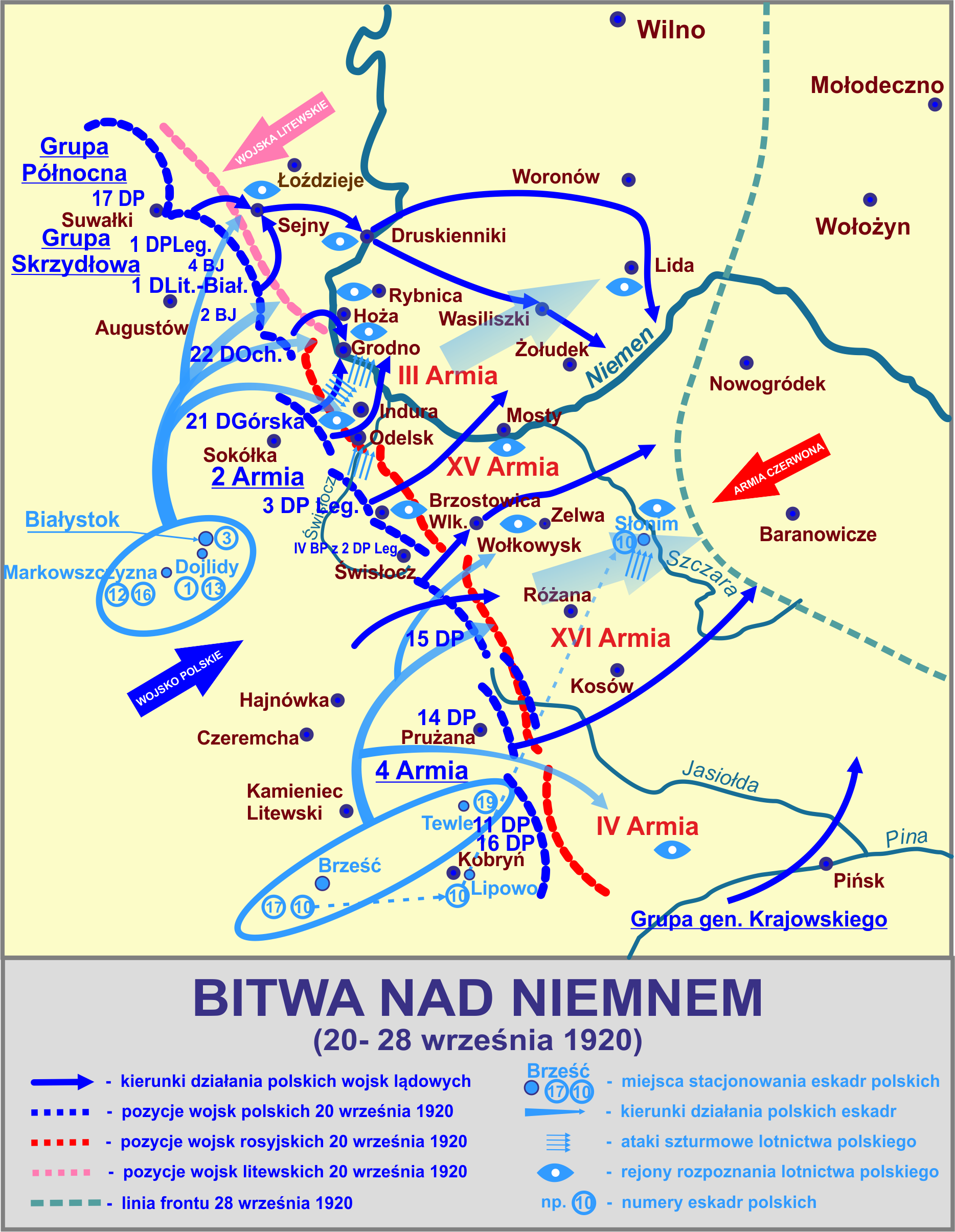

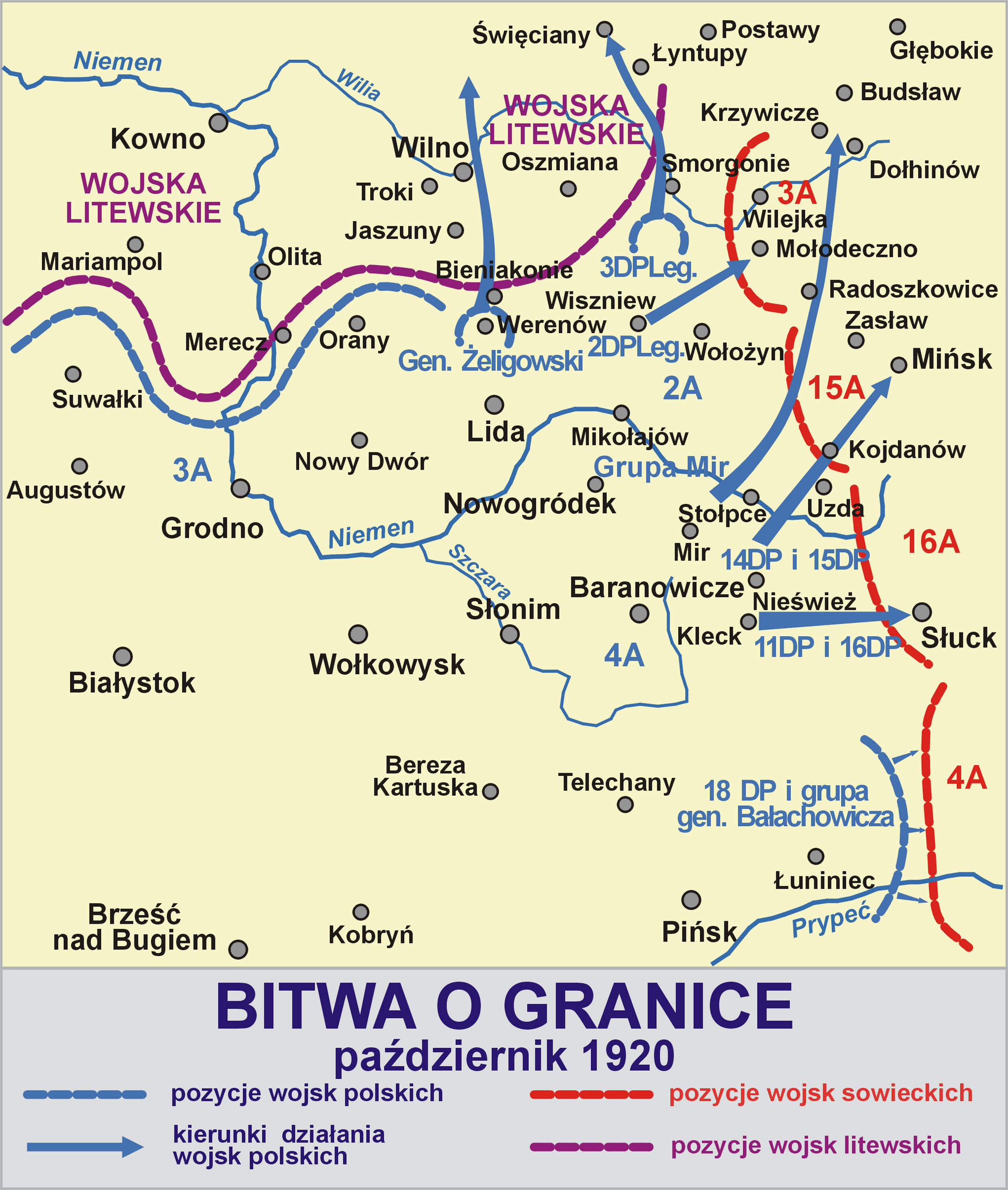

18 sierpnia z części oddziałów 4 i 3 A ponownie reaktywowano 2 Armię. Była ona główną siłą pościgową, mającą odciąć drogę odwrotu wojskom Tuchaczewskiego. Działania rozpoczęła 19 sierpnia zajmując twierdzę brzeską i Sokołów. Dzień później osiągnęła linię Bielsk Podlaski-Dołubowo-Grodzisk-Czyżew, by 21 sierpnia podejść pod Białystok i Kobryń, przez co resztki 16. armii straciły drogę ucieczki, zwłaszcza po zdobyciu 22 sierpnia Białegostoku przez 1 ppleg. Jednak gdy ok. 8.00 zaczęły pojawiać się oddziały 3., 15. i 16. armii, doszło do ciężkich i wielogodzinnych walk, zakończonych ucieczką resztek wojsk bolszewickich. Od tego momentu wojska 2 Armii rozpoczęły przygotowania się do kolejnej wielkiej bitwy z wojskami radzieckimi, a także 28 sierpnia zajęły Augustów i Suwalszczyznę. Doszło do kilkudniowych walk, w czasie których litewskie 2 i 3 DP bezskutecznie atakowały polskie oddziały.
20 września DO i 21 DPG zaatakowały Grodno, gdzie napotkały zażartą obronę ze strony 3 A, a 3 DP sforsowała Świsłocz. Kontrataki sowieckie podejmowane w 23 września zakończyły się klęską i ciężkie walki toczyły się do zajęcia Grodna 25 września. 22 września ruszyła Grupa Uderzeniowa (1 DLB, 1 DP, II i IV BJ) i po przełamaniu oporu oddziałów litewskich, skierowała się ku przeprawom nad Niemnem. 25 września ruszyła na Lidę, zajętą 28 września i wojska polskie rozpoczęły działania pościgowe.
2 Armia ruszyła na linię kolejową Baranowicze-Mińsk i rozpoczęła działania na Mińsk, Mołodeczno i Wilno. W trakcie tych walk zajęto Święciany (10 października), Mołodeczno i Wilejkę (13 października) oraz Mińsk (18 października) Był to koniec działań 2. armii, gdyż od 18 października zaczął obowiązywać rozejm. Zgodnie z porozumieniami oddziały Rydza-Śmigłego miały wycofać się z Mińska i przesunąć ku Dźwinie.
18 kwietnia 1922 roku Naczelnik Państwa i Naczelny Wódz zarządził rozwiązanie:
- Sądu Polowego Dowództwa 2 Armii w Lidzie,
- Ekspozytury Sądu Polowego Dowództwa 2 Armii w Głębokiem,
- Sądu Polowego Dowództwa 1 Dywizji Piechoty Legionów w Mołodecznie,
- Sądu Polowego Dowództwa 2 Dywizji Piechoty Legionów w Grodnie,
- Sądu Polowego Dowództwa 3 Dywizji Piechoty Legionów w Święcianach[2].

2 Armia przestała istnieć dopiero 15 września 1922 roku. Wówczas z Dowództwa 2 A utworzono zawiązek armii w postaci Inspektoratu Armii Nr 1 z siedzibą w Wilnie.
Współcześnie tradycje 2 Armii kontynuuje 2 Korpus Zmechanizowany w Krakowie i jest to jedyna współcześnie istniejąca polska jednostka, która kultywuje tradycje armii.

## Obsada personalna Dowództwa 2 A
Dowódcy armii
- gen. ppor. Antoni Listowski (III – V 1920)
- gen. ppor. Kazimierz Raszewski (VI – VIII 1920)
- gen. ppor. Bolesław Roja (po 6 VIII 1920)
- gen. por. Edward Śmigły-Rydz (18 VIII 1920 – IX 1922)

Szefowie sztabu
- płk SG Walery Maryański (20 VII – 20 VIII 1920)
- ppłk SG Tadeusz Kutrzeba (sierpień 1920 – styczeń 1921)
- płk SG Henryk Bobkowski (styczeń 1921 – wrzesień 1922)

- kwatermistrz –  ppłk Kordian Józef Zamorski (16 IV – 20 V 1920)
- dowódca Etapów 2 Armii – płk piech. Kazimierz Szetkiewicz (V 1920[3])
- inspektor do spraw jeńców – ppłk piech. Bożesław Stanisław Wolski (od 9 XI 1920[4][5])

Ordre de Bataille 2 Armii
| 26 kwietnia          | 19 czerwca                  | 6 sierpnia                  | 18 sierpnia                   | 20 września                   | maj 1922                    |
| -------------------- | --------------------------- | --------------------------- | ----------------------------- | ----------------------------- | --------------------------- |
| 13 Dywizja Piechoty  | 3 Dywizja Piechoty Legionów | 2 Dywizja Piechoty Legionów | 1 Dywizja Piechoty Legionów   | 1 Dywizja Piechoty Legionów   | 1 Dywizja Piechoty Legionów |
| 15 Dywizja Piechoty  | 6 Dywizja Piechoty          | 4 Dywizja Piechoty          | 1 Dywizja Litewsko-Białoruska | 1 Dywizja Litewsko-Białoruska | 2 Dywizja Piechoty Legionów |
|                      | 1 Dywizja Jazdy             |                             | 3 Dywizja Piechoty Legionów   | 3 Dywizja Piechoty Legionów   | 3 Dywizja Piechoty Legionów |
|                      | X Brygada Piechoty          |                             | Dywizja Górska                | Dywizja Górska                |                             |
| II dywizjon lotniczy | II dywizjon lotniczy        | 17 eskadra wywiadowcza      | 4 Brygada Jazdy               | 17 Dywizja Piechoty           |                             |
|                      |                             |                             |                               | Dywizja Ochotnicza            |                             |
|                      |                             |                             |                               | Brygada Syberyjska            |                             |
|                      |                             |                             |                               | 2 Brygada Jazdy               |                             |
|                      |                             |                             |                               | 4 Brygada Jazdy               |                             |
|                      |                             |                             |                               | Grupa Artylerii Ciężkiej      |                             |